# ژاک ورجس
ژاک ورجس (زاده ۵ مارس ۱۹۲۵ – درگذشته ۱۵ اوت ۲۰۱۳) یک وکیل، نویسنده و فعال سیاسی فرانسوی متولد کشور سیام بود که به خاطر دفاع از شبه‌نظامیان FLN در طول جنگ استقلال الجزایر شهرت یافت. او در سال ۱۹۶۰ به دلیل فعالیت‌های خود به زندان افتاد و به‌طور موقت مجوز رسمی فعالیت حقوقی خود را از دست داد.
او که یکی از حامیان فداییان فلسطینی در دهه ۱۹۶۰ بود، از سال ۱۹۷۰ تا ۱۹۷۸ بدون اینکه هیچ توضیحی در مورد محل اقامت خود در آن دوره بدهد، ناپدید شد. او بعداً درگیر پرونده‌های حقوقی برای افراد سرشناس متهم به تروریسم یا جنایات جنگی شد، از جمله نازی کلاوس باربی در سال ۱۹۸۷، تروریست کارلوس شغال در سال ۱۹۹۴، و رئیس سابق دولت خمرهای سرخ، خیو سامفان در سال ۲۰۰۸. او همچنین از روژه گارودی منکر هولوکاست در سال ۱۹۹۸ بدنام دفاع کرد.
ورجس در دهه ۱۹۵۰ به دلیل استفاده از محاکمات به عنوان انجمنی برای بیان نظرات علیه حاکمیت فرانسه در الجزایر، زیر سؤال بردن اقتدار دادستان و ایجاد هرج و مرج در دادرسی، توجه عمومی را به خود جلب کرد - همان روشی که او او در کتاب خود De la stratégie judiciaire. (استراتژی قضایی)، به عنوان «دفاع از گسیختگی» معرفی کرد. او که به صراحت یک ضد امپریالیست بود، در دهه ۲۰۰۰ به فعالیت‌های سیاسی خود ادامه داد، از آن جمله مخالفت با جنگ علیه تروریسم بود. رسانه‌ها با فعالیت‌هایش ورجس را به «وکیل مدافع شیطان» ملقب کردند، و ورجس خودش نیز با اعمالی مانند نام‌گذاری زندگی‌نامه‌اش به عنوان «حرامزاده درخشان» و دادن پاسخ‌های تحریک‌آمیز در مصاحبه‌ها، به شهرت خود به عنوان شخصیت «بدنام» کمک کرد. مانند «من حتی از بوش دفاع خواهم کرد! اما تنها در صورتی که او بپذیرد که گناهکار است.»

## زندگی‌نامه
ژاک ورجس در ۵ مارس ۱۹۲۵ در یوبون راتچاتانی، سیام متولد شد و در جزیره رئونیون بزرگ شد. پدرش ریموند ورجس دیپلمات فرانسوی و مادرش یک معلم ویتنامی به نام فام تی کانگ بود. در سال ۱۹۴۲، با تشویق پدرش، به لیورپول در انگلستان رفت تا به نیروهای فرانسه آزاد تحت رهبری شارل دوگل بپیوندد و در مقاومت ضد نازی‌ها شرکت کند.
در سال ۱۹۴۵ به حزب کمونیست فرانسه پیوست. او پس از جنگ، برای تحصیل در رشته حقوق به دانشگاه پاریس رفت (در حالی که برادر دوقلویش پل ورجس به رهبری حزب کمونیست و عضویت پارلمان اروپا درآمده بود). در سال ۱۹۴۹ ژاک رئیس AEC (انجمن دانشجویان استعماری) شد و در آنجا با پل پوت آشنا و با هم دوست شدند. در سال ۱۹۵۰، ژاک به درخواست مربیان کمونیست خود، به پراگ رفت و به مدت چهار سال رهبری یک سازمان جوانان را بر عهده گرفت.
ژاک ورجس به عنوان دبیر کنفرانس باررو پاریس انتخاب شد.

### جنبش استقلال الجزایر

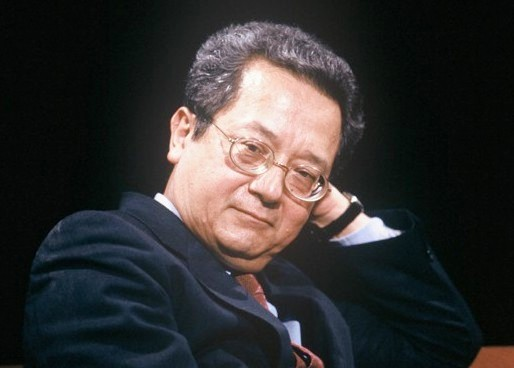
ورجس در یک برنامه تلویزیونی در بریتانیا در ۱۹۸۷

پس از بازگشت به فرانسه، ورجس وکیل شد و به سرعت به دلیل تمایلش به انجام پرونده‌های بحث‌برانگیز به شهرت رسید. در طول مبارزه در الجزایر او از بسیاری از کسانی که توسط دولت فرانسه به تروریسم متهم شده بودند دفاع کرد. او از حامیان مبارزه مسلحانه استقلال الجزایر علیه فرانسه بود و آن را با مقاومت مسلحانه فرانسه در برابر اشغال آلمان نازی در دهه ۱۹۴۰ مقایسه می‌کرد.
ورجس پس از دفاع از چریک الجزایری ضد فرانسوی، جمیله بوحیرد متهم به تروریسم، به یک چهره شناخته شده در سطح ملی تبدیل شد: جمیله به اتهام منفجر کردن یک کافه و کشتن یازده نفر در داخل آن محکوم شد. در اینجا بود که او راهبرد گسست را آغاز کرد، که در آن پیگرد قانونی را به همان جرایمی که برای متهمان نوشته می‌شد متهم کرد. 
جمیله به اعدام محکوم شد، اما در پی فشارهای عمومی که توسط تلاش‌های ورجس ایجاد شد، عفو و آزاد شد. پس از چند سال او با ورجس که تا آن زمان به اسلام گرویده بود ازدواج کرد. آنها صاحب دو فرزند به نام‌های مریم و لیس ورجس شدند که بعداً یک نوه به نام فاطمه ورجس حبوب، دختر مریم و شوهرش فؤاد به دنیا آمد. در تلاش برای محدود کردن موفقیت ورجس در دفاع از متهمان الجزایری، او در سال ۱۹۶۰ به دو ماه زندان محکوم سد و به‌طور موقت مجوز رسمی وکالت خود را برای متهمان فعالیت‌های ضد دولتی از دست داد. پس از استقلال الجزایر در سال ۱۹۶۲، ورجس به تابعیت الجزایر درآمد و خود را منصور نامید. در طول جنگ الجزایر، او با احمد بن بله از FLN و اولین رئیس‌جمهور الجزایر، نازی سوئیسی و سرمایه‌دار حامی FLN، فرانسوا جنود، و همچنین احمد هوبر، یک تازه مسلمان سوئیسی و نازی که به عنوان یک روزنامه‌نگار جنگ را پوشش می‌داد، آشنا شد.

### اسرائیل و فلسطین
در سال ۱۹۶۵، ورجس وارد اسرائیل شد. او قصد داشت وکالت محمود حجازی، یکی از اعضای فلسطینی جنبش فتح را بپذیرد.حجازی در آن زمان توسط دادگاه نظامی اسرائیل به اتهام تروریسم به دلیل عبور از مرز اسرائیل و نصب خرج انفجاری در نزدیکی مجرای آب ملی در جلیل، به اعدام محکوم شده بود. دوو یوسف، وزیر دادگستری اسرائیل، وکالت حجازی توسط یک وکیل خارجی را ممنوع کرد. ورجس در فرودگاه بازداشت و اخراج شد. با این وجود، اگرچه ورجس موفق به دفاع از حجازی در دادگاه نشد، ابتکار او تبلیغات و جنجال قابل توجهی ایجاد کرد، که در نهایت در کاهش حکم اعدام حجازی توسط دادگاه تجدیدنظر اثرگذار بود.(حجازی بعداً در تبادل اسرا در سال ۱۹۷۱ آزاد شد).

### سال‌های گمشده
از سال ۱۹۷۰ تا ۱۹۷۸، ورجس بدون هیچ توضیحی از دید عموم ناپدید شد. او از اظهار نظر در مورد آن سال‌ها خودداری کرد و در مصاحبه‌ای با اشپیگل گفت: «بسیار جالب توجه است که هیچ‌کس، در دولت پلیسی مدرن ما، نمی‌تواند بفهمد که من تقریباً ده سال کجا بوده‌ام.» ورجس آخرین بار در تاریخ ۲۴ فوریه ۱۹۷۰ دیده شد. او همسرش جمیله را ترک کرد و تمام روابط خود را قطع کرد. دوستان و خانواده‌اش بر این تردید بودند که مبادا او کشته شده‌است. اینکه او در این سال‌ها کجا بوده‌است همچنان به صورت یک راز باقی مانده‌است. بسیاری از نزدیکان او در آن زمان تصور می‌کنند که او با خمرهای سرخ در کامبوج بوده‌است، شایعه‌ای که پل پوت (برادر شماره ۱) و اینگ ساری (برادر شماره ۳) هر دو رد کردند. همچنین ادعاهایی وجود دارد که ورجس در پاریس و همچنین کشورهای عربی در همراهی گروه‌های مبارز فلسطینی دیده شده‌است. گفته‌هایی وجود دارد مبنی بر اینکه ورجس توسط محمد بودیا، یکی از رابطین جنگ الجزایر و یک همکار قدیمی کمونیست، جیری پلیکان، در پاریس دیده شده‌است. به گفته احمد هوبر، او همچنین در خانه فرانسوا جنود در سوئیس بوده‌است. همچنین به گفته وکیل لبنانی کریم باگرادونی، و سیاستمدار تبعیدی الجزایری بشیر بومازا، وی در چندین کشور عربی در همراهی با علی حسن سلامه و گروه‌های مبارز فلسطینی بوده‌است.

## متهمان مهم
ورجس پس از بازگشت به زندگی معمول، فعالیت حقوقی خود را از سر گرفت. او پرونده‌های حقوقی مختلفی را انجام داد، از کودکان مسلمانی که می خواستند در مدرسه روسری داشته باشند، تا بیماران HIV/AIDS مبتلا شده از طریق انتقال خون آلوده، تا فاحشه‌هایی که از دلالان خود برای پرداخت‌های عقب مانده شکایت کرده‌اند، و بالاخره تا دفاع از دیکتاتورهای مشهور  و جنایتکاران جنگی. 

### موکل‌های مشهور
- جبهه آزادیبخش ملی (الجزایر)
- گروه بادر ماینهوف
- کلاوس کروسانت
- ایلیچ رامیرز سانچز (کارلوس شغال)
- برونو برگه
- ماگدالنا کوپ ( همسر کارلوس شغال)
- انیس نقاش
- کلاوس باربی
- جورج ابراهیم عبدالله
- روژه گارودی
- اسلوبودان میلوشویچ
- طارق عزیز
- صدام حسین (توسط برادرزاده صدام به عنوان شورای حقوقی مطرح شد) [۲۱]
- ادریس دبی
- عمر بونگو
- گناسینگبی ایادیما
- فلیکس هوفوٍئت بوگنی
- سینه (کاریکاتوریست)
- موضوع عمر رداد

## زندگی شخصی

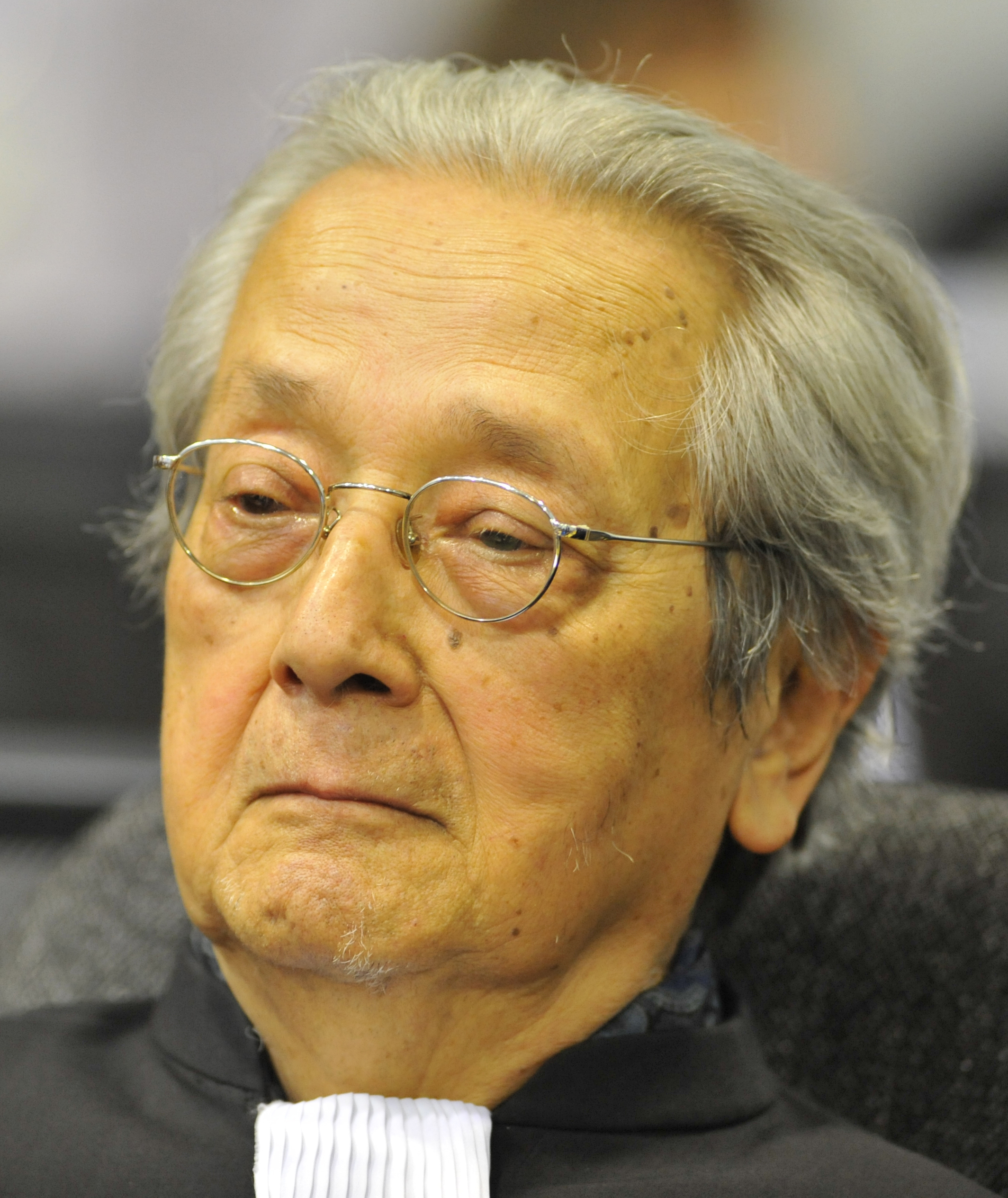
ورجس در ۲۰۱۱

ژاک ورجس دو بار ازدواج کرد. او از همسر اولش با کارین صاحب یک پسر شد. او با موکلش جمیله بوحیرد ازدواج کرد و دو فرزند از او داشت.
به گفته اکونومیست، «تاریخ اولین عشق او بود، و او هنوز هم گاهی رؤیای رمزگشایی اتروسکی یا خط ا آشکار کردن اسرار تمدن‌های مرموز را در سر می‌پروراند».

## دفاع
پس از بازگشت ورجس به زندگی عادی، او فعالیت حقوقی خود را از سر گرفت و از جرج ابراهیم عبدالله، محکوم به تروریسم، و جنایتکار جنگی نازی، کلاوس باربی، دفاع کرد. 
ورجس علاوه بر دفاع از این استدلال که اقدامات فرانسه در جنگ الجزایر هیچ تفاوتی با باربی ندارد، زمان زیادی را صرف کرد تا ثابت کند ژان مولن قهرمان مقاومت توسط کمونیست‌ها، گلیست‌ها یا هر دو مورد خیانت قرار گرفته‌است. او اینچنین استدلال می‌کرد که باربی نسبت به کسانی که به مولن خیانت کرده بودند کمتر مقصر بود. 
پس از حمله نیروهای ائتلاف به رهبری آمریکا به عراق در مارس ۲۰۰۳ و سرنگونی صدام حسین، بسیاری از رهبران سابق رژیم بعث دستگیر شدند. در ماه مه ۲۰۰۸، طارق عزیز تیمی را تشکیل داد که شامل ورجس و همچنین یک فرانسوی-لبنانی و چهار وکیل ایتالیایی بود. در اواخر سال ۲۰۰۳، ورجس همچنین پیشنهاد داد در صورت درخواست حسین، از او دفاع کند. با این حال، خانواده حسین ترجیح دادند از ورجس استفاده نکنند.

## درگذشت
ژاک ورجس در ۱۵ اوت ۲۰۱۳ در اثر یک حمله قلبی در پاریس در سن ۸۸ سالگی درگذشت. در تشییع جنازه او رولان دوما و دیودونه امبالا حضور داشتند. ورجس در گورستان مونپارناس دفن شده‌است.